# Ривера, Марика
Марика Ривера (англ.: Marika Rivera; 13 ноября 1919, Париж — 14 января 2010, Чарлтон-Даун, графство Дорсет) — французская актриса театра и кино, танцовщица мексикано-русского происхождения.

## Биография
Родилась в 1919 году в Париже в результате адюльтера мексиканского художника Диего Риверы и русской художницы Марии Воробьевой. Ривера, который в то время был женат на Ангелине Беловой, не принял дочь, поэтому она росла под присмотром своей матери.
Выросла в обветшалой коммуне художников, известной как «Улей» на Монпарнасе. С раннего возраста посещала уроки танцев и актёрского мастерства; с трёх лет её обучала танцам Айседора Дункан, и она начала выступать в качестве танцовщицы в возрасте 5 лет.
В 1938 году вышла замуж за художника Жана-Поля Бруссе. В 1941 году в семье родился сын Жан Брюссе.

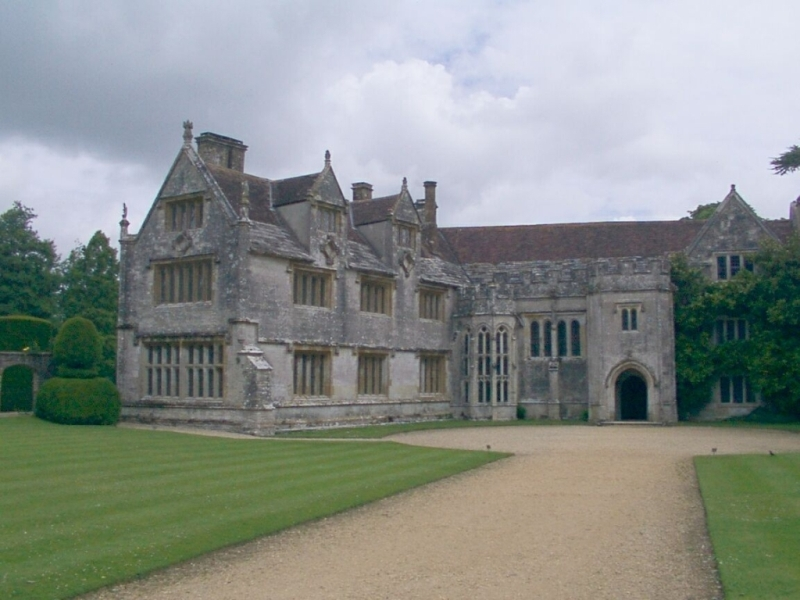
Ательгемптон — дом недалеко от Дорчестера, графство Дорсет, Англия, в 2003 году

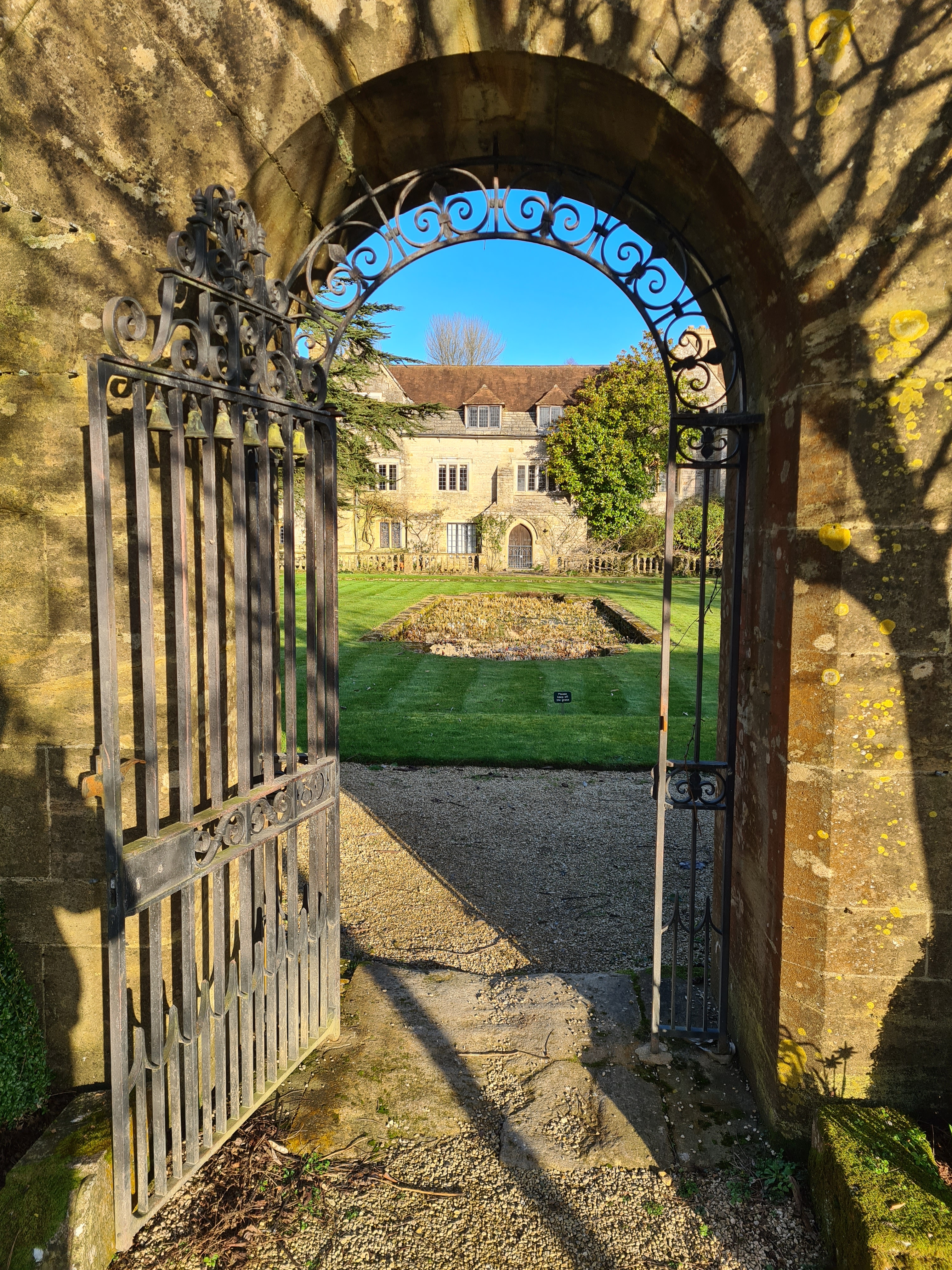
Вид на пруд с лилиями в саду с восточного фасада Ательгемптон Холла

В 1949 году Марика развелась и вышла замуж за Родни Филлипса, который в том же году приобрел Ательгемптон Холл — загородный дом XV века, внесенный в список памятников архитектуры I степени и сохранивший большую часть своего первоначального тюдоровского стиля, включая Большой зал с крышей из молотового бруса и елизаветинской кухней с камином. Дом окружен примерно 20 акрами садов, первоначально спроектированных дизайнером Иниго Томасом в 1890-х годах. Сады Ательгемптона внесены в список исторических парков и садов I степени.
В доме Родни Филлипс жил со своей женой Марикой и её матерью Маревной, русско-французской художницей, написавшей в это время ряд картин Ательгемптона.
Была замужем с 1949 по 1957 год. В Дорсете в 1949 году она родила второго сына Дэвида Филлипса. Дэвид — отец английского актёра Джона Пола Филлипса.
После второго развода уехала к матери в Лондон.
Сыграла эпизодические роли в нескольких фильмах.
Жила на пенсию в пригороде Лондона, умерла в 2010 году в возрасте 90 лет.

## Фильмография
- 1965 — Дорогая / Darling (Великобритания) — эпизод
- 1968 — Мотоциклистка / La motocyclette (Великобритания, Франция) — немецкая официантка
- 1971 — Скрипач на крыше / Fiddler on the Roof (США) — Ривка
- 1974 — Прогресс Перси / Percy’s Progress (Великобритания) — мадам Лопес
- 1976 — Казанова Федерико Феллини / Casanova di Federico Fellini, Il (Италия, США) — эпизод (нет в титрах)
- 1976 — Путешествие проклятых / Voyage of the Damned (Великобритания) — мадам борделя
- 1980 — Шлюха / Hussy (Великобритания) — французская певица
- 1985 — Суперстукач / The Supergrass — хозяйка гостиницы
- 1986 — Гостиница счастья / Hôtel du Paradis (Великобритания) — Марика
- 1987 — Съешь богатых / Eat the Rich (Великобритания) — Марика